# Çatalca
|  | Per a altres significats, vegeu «Çatalca (desambiguació)». |

Çatalca (antigament Čatalca, pronunciat "Txataldja") és un districte rural i una ciutat de la província d'Istanbul a Tràcia, a la Regió de la Màrmara, Turquia. Es troba a 56 km (71 km en tren) d'Istanbul.

## Història
Çatalca fou l'antiga ciutat grega d'Ergiscos (Ἐργίσκη) derivada d'Ergiscus fill de Posidó i d'Aba. Després va portar el nom de Metra.
Metra fou arrabassada als romans d'Orient per Murat I el 1373. Després de la guerra de Crimea un cert nombre de tàtars de Crimea es van establir a la ciutat. No fou fortificada fins a la guerra ruso-turca de 1877 a 1878, però aquestes fortificacions foren passades pels russos sense cap problema.
A la ciutat es van reunir les forces de Mahmud Şevket Paşa quan van reprimir la contrarevolució a Istanbul l'abril de 1909. El 1912 els turcs en retirada van rebutjar a la rodalia les forces búlgares. Durant la I Guerra Mundial no s'hi van produir combats tot i que les fortificacions havien estat restaurades.
El 1950 els militars turcs es van retirar del districte i l'economia va patir d'aquest fet; la ciutat va rebre la promesa de construcció d'un reactor atòmic; el 1955 la població va arribar a 5.534 habitants a la vila i 58.988 habitants a la resta del districte. Dins el districte es troben els llacs Durusu i Büyükçekmece que abasteixen d'aigua Istanbul.

## Economia i educació
La principal activitat econòmica és l'agricultura amb producció de remolatxes, girasol, raïm, llegums, i de bestiar. El 1953 només hi havia 4 petites indústries i 30 botigues
El 1953 hi havia només 2 escoles elementals i una escola mitjana. La situació actual és força millor. Només un 1% de la població és analfabeta.

## Divisió administrativa

### Mahalleler
Binkılıç  ·  Çakıl  ·  Çiftlikköy  ·  Ferhatpaşa  ·  İzzettin  ·  Kaleiçi  ·  Karacaköy  ·  Ovayenice

### Pobles
- Akalan
- Aydınlar
- Başak
- Belgrat
- Boyalik
- Çanakça
- Celepköy
- Dağyenice
- Elbasan
- Gökçeali
- Gümüşpınar
- Hallaçlı
- Hisarbeyli
- İhsaniye
- İneceğiz
- Kabakça
- Kalfaköy
- Karamandere
- Kestanelik
- Kızılcaali
- Oklalı
- Ormanlı
- Örcünlü
- Örencik
- Subaşı
- Yalıköy
- Yaylacık
- Yazlık